# Coppa panamericana maschile under 21 di pallavolo
La Coppa panamericana maschile under 21 di pallavolo è una competizione pallavolistica, organizzata dalla PVU sotto l'egida della NORCECA, per squadre nazionali nordamericane e sudamericane, riservata a giocatori con un'età inferiore di 21 anni.

## Edizioni
| Edizione      | Edizione      | Podio         | Podio         | Podio         |
| Anno          | Organizzatore | Campione      | Seconda       | Terza         |
| ------------- | ------------- | ------------- | ------------- | ------------- |
| 2011 Dettagli | Panama        | Venezuela     | Canada        | Cile          |
| 2015 Dettagli | Canada        | Brasile       | Stati Uniti   | Canada        |
| 2017 Dettagli | Canada        | Brasile       | Cuba          | Canada        |
| 2019 Dettagli | Perù          | Cuba          | Canada        | Porto Rico    |
| 2021          | -             | Non disputata | Non disputata | Non disputata |
| 2022 Dettagli | Cuba          | Stati Uniti   | Messico       | Canada        |
| 2023 Dettagli | Cuba          | Cuba          | Stati Uniti   | Canada        |

## Medagliere
| Pos. | Squadra     | 1º posto | 2º posto | 3º posto | Totale |
| ---- | ----------- | -------- | -------- | -------- | ------ |
| 1    | Cuba        | 2        | 1        | 0        | 3      |
| 2    | Brasile     | 2        | 0        | 0        | 1      |
| 3    | Stati Uniti | 1        | 2        | 0        | 3      |
| 4    | Venezuela   | 1        | 0        | 0        | 1      |
| 5    | Canada      | 0        | 2        | 4        | 6      |
| 6    | Messico     | 0        | 1        | 0        | 1      |
| 7    | Cile        | 0        | 0        | 1        | 1      |
| 7    | Porto Rico  | 0        | 0        | 1        | 1      |